# Dan Henderson
Daniel Jeffery Henderson (Downey, 24 de agosto de 1970), mais conhecido como Dan Henderson,  é um ex-lutador de artes marciais mistas (MMA) e ex-lutador olímpico de Luta greco-romana. Ele foi campeão do GP dos médios no UFC 17, campeão em duas categorias do PRIDE, nos pesos meio-médio (até 84 kg no Pride) e médio (até 93 kg no Pride), e campeão dos meio-pesados do Strikeforce. Hendo representou os Estados Unidos na luta greco-romana nas olimpíadas de 1992 e 1996.

## Carreira no MMA
Dan Henderson iniciou sua carreira como lutador de artes marciais mistas (MMA) em 1997, quando ingressou na academia de wrestling RAW.
Henderson tem vitórias no seu cartel sobre grandes lutadores como Carlos Newton, Gilbert Yvel, Antônio Rodrigo Nogueira, Renato Sobral (2x), Renzo Gracie, Murilo Rua, Murilo Bustamante, Vitor Belfort, Wanderlei Silva, Rich Franklin, Michael Bisping, Rafael Cavalcante, Fedor Emelianenko e Maurício "Shogun" Rua.

### UFC
Em seu primeiro ano de MMA, Henderson venceu o Brazil Open, um torneio de quatro lutadores dos pesos pesados. Um ano depois, ele ganhou o torneio do UFC 17, derrotando Allan Goes e Carlos Newton. Em sua luta seguinte, Henderson derrotou cinco lutadores e se tornou o campeão do RINGS em 1999. Ele venceu duas lutas em 28 de outubro de 1999, em Tóquio, no Japão, se classificou para as finais, e depois bateu Gilbert Yvel, Antônio Rodrigo Nogueira e Renato Sobral, na noite de 26 de fevereiro de 2000, ganhando assim o torneio.

### Pride
No dia 31 de dezembro de 2005, Dan Henderson se sagrou o primeiro campeão peso meio-médio do Pride, ao vencer o brasileiro Murilo Bustamante na final do Grand Prix, adversário que já tinha derrotado dois anos antes, também no Pride.
No Pride 33, Henderson foi campeão também na categoria de cima, o peso-médio, que no Pride era até 93 kg. Nessa luta, o lutador dos Estados Unidos venceu por nocaute Wanderlei Silva no terceiro assalto, sendo que eles já haviam se confrontaram antes, naquela ocasião Wanderlei venceu por decisão unânime dos juízes.

### Volta ao UFC
Com a compra do Pride pelo UFC, Henderson teve que lutar duas vezes pela unificação dos títulos do Pride e do Ultimate, uma luta pelo cinturão dos Médios do Pride e Meio-Pesado do UFC (seu peso equivalente) e uma luta pelo meio-médio do Pride e Médio do UFC (seu peso equivalente). Na sua primeiro disputa de cinturão no evento, na categoria de meio-pesado do UFC, Dan foi derrotado por Quinton "Rampage" Jackson por decisão unânime dos juízes e perdeu o título.
Após a derrota, Henderson desceu de categoria para tentar unificar os cinturões do peso meio-médio do Pride e médio do UFC. O lutador norte-americano enfrentou o brasileiro campeão do UFC Anderson Silva, e acabou sendo finalizado no segundo assalto, perdendo assim seu segundo título de campeão. Depois disso, lutou ainda mais três vezes no UFC, vencendo todas as 3 lutas.

### Strikeforce
Ao fim do contrato com o UFC, Henderson assinou com o Strikeforce. Em sua primeira luta no evento, enfrentou Jake Shields na disputa do cinturão dos médios do evento. Apesar do favoritismo, Dan Henderson foi derrotado por decisão unânime.
Depois dessa luta, Dan subiu de categoria, voltou ao meio-pesado para enfrentar Renato "Babalu" Sobral, e conseguiu nocautear o adversário logo no primeiro assalto.
Com a vitória sobre o brasileiro, Henderson enfrentou outro brasileiro pelo cinturão dos meio-pesados, Rafael Feijão. E, dessa vez, venceu por nocaute técnico no terceiro assalto, se sagrando campeão meio-pesado do Strikeforce.
No dia 30 de julho de 2011, Hendo lutou Contra o Russo Fedor Emelianenko e venceu por nocaute técnico aos 4:12 minutos do primeiro round. Essa foi a última luta do contrato dele com o Strikeforce, porém, Hendo manifestou o desejo de renovar a fim de defender seu título de campeão dos meio-pesados, o que não aconteceu.

### Segunda volta ao UFC
Rapidamente depois da entrevista coletiva do UFC 133, o presidente do UFC Dana White comentou sobre a possível volta de Dan Henderson ao Ultimate. "Vamos ver o que acontece" disse White. "Hendo e eu temos um bom relacionamento. Vamos ver se conseguimos arrumar um jeito de trazê-lo de volta ao UFC.” Após isto, Henderson comentou: "Eu acredito que a maior luta que eles podem promover é provavelmente uma unificação de títulos dos meio-pesados do UFC e Strikeforce, em que sou o campeão".
Henderson lutou contra Mauricio "Shogun" Rua no dia 19 de novembro de 2011 no UFC 139 pela sua terceira vez no UFC.  Ele venceu por decisão unânime dos juízes, o que causou polêmica, pois muitos acham que deveria ter sido empate. A luta ganhou o prêmio de "Luta da Noite", e foi considerada como uma das melhores de todos os tempos do UFC.
O presidente do UFC Dana White confirmou para o UFC 151, em 1 de setembro de 2012, a esperada luta valendo o títulos dos Meio-Pesados. Hendo enfrentaria o até então imbatível Jon Jones, campeão indiscutível da categoria. O possível lugar do combate seria a cidade de Las Vegas. Mas Hendo se machucou devido á uma lesão no joelho, Jones recusou a luta contra Sonnen e o evento acabou sendo cancelado.
Em fevereiro de 2013, Hendo lutou contra Lyoto Machida no co-evento do UFC 157. Apesar do total equilibrio, Hendo perdeu em decisão dividida (28 a 29, 29 a 28 e 29 a 28).
Em junho do mesmo ano, Hendo perdeu novamente por decisão dividida contra o ex-campeão Rashad Evans(28 a 29, 29 a 28 e 29 a 28). Com as duas derrotas consecutivas, o campeão Jon Jones rejeitou enfrentar Hendo: “Eu não tenho o desejo de lutar contra Dan Henderson. Dan Henderson é um cara que já fez muito para o esporte, ele é muito mais velho. Eu acho que ele é um cara que todo mundo já pensa que eu venceria. Então, eu não tenho o sonho de lutar com Dan Henderson. Na última luta dele, contra Rashad Evans, você pode vê-lo perdendo rendimento. Então, lutar contra ele não prova muita coisa” - afirmou o campeão.
Com isso, o adversário seguinte de Hendo foi Vitor Belfort. O reencontro ocorreu na luta principal do UFC Fight Night: Belfort vs. Henderson II, em Goiânia, Goiás. Hendo perdeu por nocaute no primeiro round, essa foi a primeira derrota por nocaute na carreira de Hendo.
A luta segunite de Hendo foi novamente no Brasil e novamente fazendo uma revanche, dessa vez é contra Maurício Rua, em 23 de Março de 2014 no UFC Fight Night: Shogun vs. Henderson II. Ele venceu por nocaute técnico, encerrando a sequência de derrotas seguidas.
Hendo enfrentou Daniel Cormier em 5 de Julho de 2014 no UFC 173 e foi derrotado por finalização com um mata leão no terceiro round.
Henderson retornou aos médios em 24 de Janeiro de 2015 no UFC on Fox: Gustafsson vs. Johnson contra Gegard Mousasi. Ele foi derrotado por nocaute técnico no primeiro round, com uma polêmica interrupção do árbitro. Depois da luta foi cogitado pela impressa a aposentadoria de Hendo tanto pela sua idade, quanto pela sua performance. Tal cogitação foi descartada pelo veterano na coletiva de imprensa.
Ele enfrentou o ex-meio pesado Tim Boetsch em 6 de Junho de 2015 no UFC Fight Night: Boetsch vs. Henderson. Mais uma vez o velho direto de direita voltou a funcionar, e Hendo venceu por nocaute, aos 28 segundos do primeiro round.
Após a rápida vitória sobre Tim Boetsch,Dan Henderson foi questionado sobre sua aposentadoria,Henderson garantiu que continuará lutando,pois ele "não acabou" e os fãs gostam de vê-lo lutar.
Henderson encerrou uma trilogia contra o brasileiro Vitor Belfort, na primeira luta Henderson venceu, e na segunda Belfort saiu vencedor. A luta aconteceu em 7 de Novembro de 2015 e Henderson saiu nocauteado com um chute na cabeça ainda no primeiro round.
Ele enfrentou o cubano Hector Lombard em 4 de junho de 2016 no UFC 199: Rockhold vs. Bisping II. O americano acertou um chute na cabeça do cubano e logo após uma cotovelada que o derrubou, assim dando a vitória para o veterano de 45 anos a um minuto e vinte e sete do segundo round. Após a vitória ele se dirigiu ao assunto de sua aposentadoria como "algo a se pensar"

### Disputa pelo cinturão e aposentadoria
Henderson fez sua última luta contra Michael Bisping no dia 8 de outubro no UFC 204. Hendo chegou a dar dois knockdowns, mas perdeu por decisão unânime na sua luta derradeira. Após ser declarado vencedor, Bisping, com o rosto bem avariado, exaltou Hendo.

## Cartel no MMA
| Cartel no MMA   |             |             |
| 47 lutas        | 32 vitórias | 15 derrotas |
| Por nocaute     | 16          | 3           |
| Por finalização | 2           | 4           |
| Por decisão     | 14          | 8           |

| Res.    | Cartel | Oponente                 | Método                                           | Evento                                     | Data       | Round | Tempo | Local                     | Notas                                                                                  |
| ------- | ------ | ------------------------ | ------------------------------------------------ | ------------------------------------------ | ---------- | ----- | ----- | ------------------------- | -------------------------------------------------------------------------------------- |
| Derrota | 32-15  | Michael Bisping          | Decisão (unânime)                                | UFC 204: Bisping vs. Henderson II          | 08/10/2016 | 5     | 5:00  | Manchester                | Pelo Cinturão Peso Médio do UFC.Luta da Noite.Anunciou aposentadoria.                  |
| Vitória | 32-14  | Hector Lombard           | Nocaute (chute na cabeça e cotovelada invertida) | UFC 199: Rockhold vs. Bisping II           | 04/06/2016 | 2     | 1:27  | Inglewood, California     |                                                                                        |
| Derrota | 31-14  | Vitor Belfort            | Nocaute (chute na cabeça e socos)                | UFC Fight Night: Belfort vs. Henderson III | 07/11/2015 | 1     | 2:04  | São Paulo                 |                                                                                        |
| Vitória | 31-13  | Tim Boetsch              | Nocaute (socos)                                  | UFC Fight Night: Boetsch vs. Henderson     | 06/06/2015 | 1     | 0:28  | New Orleans, Louisiana    |                                                                                        |
| Derrota | 30-13  | Gegard Mousasi           | Nocaute Técnico (socos)                          | UFC on Fox: Gustafsson vs. Johnson         | 24/01/2015 | 1     | 1:10  | Estocolmo                 | Volta aos Médios.                                                                      |
| Derrota | 30-12  | Daniel Cormier           | Finalização Técnica (mata leão)                  | UFC 173: Barão vs. Dillashaw               | 24/05/2014 | 3     | 3:53  | Las Vegas, Nevada         |                                                                                        |
| Vitória | 30-11  | Maurício Rua             | Nocaute Técnico (socos)                          | UFC Fight Night: Shogun vs. Henderson II   | 23/03/2014 | 3     | 1:31  | Natal                     | Luta da Noite, Performance da Noite                                                    |
| Derrota | 29-11  | Vitor Belfort            | Nocaute (socos e chute na cabeça)                | UFC Fight Night: Belfort vs. Henderson II  | 10/11/2013 | 1     | 1:17  | Goiânia                   |                                                                                        |
| Derrota | 29-10  | Rashad Evans             | Decisão (dividida)                               | UFC 161: Evans vs. Henderson               | 15/06/2013 | 3     | 5:00  | Winnipeg, Manitoba        |                                                                                        |
| Derrota | 29-9   | Lyoto Machida            | Decisão (dividida)                               | UFC 157: Rousey vs. Carmouche              | 23/02/2013 | 3     | 5:00  | Anaheim, California       | Para ser o desafiante Nº1 ao cinturão Meio Pesado                                      |
| Vitória | 29–8   | Mauricio Rua             | Decisão (unânime)                                | UFC 139: Shogun vs. Henderson              | 19/11/2011 | 5     | 5:00  | San Jose, California      | Luta no Peso Meio Pesado; Luta da Noite e do Ano                                       |
| Vitória | 28–8   | Fedor Emelianenko        | Nocaute Técnico (socos)                          | Strikeforce: Fedor vs. Henderson           | 30/07/2011 | 1     | 4:12  | Hoffman Estates, Illinois | Luta no Peso Pesado.                                                                   |
| Vitória | 27–8   | Rafael Cavalcante        | Nocaute Técnico (socos)                          | Strikeforce: Feijao vs. Henderson          | 05/03/2011 | 3     | 0:50  | Columbus, Ohio            | Ganhou o Cinturão Meio Pesado do Strikeforce.                                          |
| Vitória | 26–8   | Renato Sobral            | Nocaute (socos)                                  | Strikeforce: Henderson vs. Babalu 2        | 04/12/2010 | 1     | 1:53  | St. Louis, Missouri       | Pela chance de disputar o Cinturão Meio Pesado do Strikeforce.                         |
| Derrota | 25–8   | Jake Shields             | Decisão (unânime)                                | Strikeforce: Nashville                     | 17/04/2010 | 5     | 5:00  | Nashville, Tennessee      | Pelo Cinturão Peso Médio do Strikeforce.                                               |
| Vitória | 25–7   | Michael Bisping          | Nocaute (soco)                                   | UFC 100: Making History                    | 11/07/2009 | 2     | 3:20  | Las Vegas, Nevada         | Luta no Peso Médio; Nocaute da Noite.Nocaute do Ano(2009)                              |
| Vitória | 24–7   | Rich Franklin            | Decisão (dividida)                               | UFC 93: Franklin vs. Henderson             | 17/01/2009 | 3     | 5:00  | Dublin                    | Luta no Meio Pesado.                                                                   |
| Vitória | 23–7   | Rousimar Palhares        | Decisão (unânime)                                | UFC 88: Breakthrough                       | 06/09/2008 | 3     | 5:00  | Atlanta, Georgia          | Luta no Peso Médio.                                                                    |
| Derrota | 22–7   | Anderson Silva           | Finalização (mata leão)                          | UFC 82: Pride of a Champion                | 01/03/2008 | 2     | 4:50  | Columbus, Ohio            | Pela unificação dos Cinturões Peso Médio do UFC e Meio Médio do Pride; Luta da Noite.  |
| Derrota | 22–6   | Quinton Jackson          | Decisão (unânime)                                | UFC 75: Champion vs. Champion              | 08/09/2007 | 5     | 5:00  | Londres                   | Pelos Cinturões Meio Pesado do UFC e Médio do Pride.                                   |
| Vitória | 22–5   | Wanderlei Silva          | Nocaute (socos)                                  | Pride 33                                   | 24/02/2007 | 3     | 2:08  | Las Vegas, Nevada         | Ganhou o Cinturão Peso Médio do Pride.                                                 |
| Vitória | 21–5   | Vítor Belfort            | Decisão (unânime)                                | Pride 32                                   | 21/10/2006 | 3     | 5:00  | Las Vegas, Nevada         | Luta no Peso Médio.                                                                    |
| Derrota | 20–5   | Kazuo Misaki             | Decisão (unânime)                                | Pride Bushido 12                           | 26/08/2006 | 2     | 5:00  | Nagoya                    | Quartas de Final do Grand Prix Meio Médio do Pride de 2006.                            |
| Vitória | 20–4   | Kazuo Misaki             | Decisão (unânime)                                | Pride Bushido 10                           | 02/04/2006 | 2     | 5:00  | Tóquio                    |                                                                                        |
| Vitória | 19–4   | Murilo Bustamante        | Decisão (dividida)                               | Pride Shockwave 2005                       | 31/12/2005 | 2     | 5:00  | Saitama                   | Final do Grand Prix Meio Médio do Pride de 2005.Ganhou o Cinturão Meio Médio do Pride. |
| Vitória | 18–4   | Akihiro Gono             | Nocaute (soco)                                   | Pride Bushido 9                            | 25/09/2005 | 1     | 7:58  | Tóquio                    | Semifinal do Grand Prix Meio Médio do Pride de 2005.                                   |
| Vitória | 17–4   | Ryo Chonan               | Nocaute (soco)                                   | Pride Bushido 9                            | 25/09/2005 | 1     | 0:22  | Tóquio                    | Quartas de Final do Grand Prix Meio Médio do Pride de 2005.                            |
| Derrota | 16–4   | Rogério Minotouro        | Finalização (chave de braço)                     | Pride Total Elimination 2005               | 23/04/2005 | 1     | 8:05  | Osaka                     | Quartas de Final do Grand Prix Peso Médio do Pride de 2005.                            |
| Vitória | 16–3   | Yuki Kondo               | Decisão (dividida)                               | Pride Shockwave 2004                       | 31/12/2004 | 3     | 5:00  | Saitama                   |                                                                                        |
| Vitória | 15–3   | Kazuhiro Nakamura        | Nocaute Técnico (lesão no ombro)                 | Pride 28                                   | 31/10/2004 | 1     | 1:15  | Saitama                   |                                                                                        |
| Vitória | 14–3   | Murilo Bustamante        | Nocaute Técnico (socos)                          | Pride Final Conflict 2003                  | 09/11/2003 | 1     | 0:53  | Tóquio                    | Luta Reserva do Grand Prix Peso Médio do Pride de 2003.                                |
| Vitória | 13–3   | Shungo Oyama             | Nocaute Técnico (socos)                          | Pride 25                                   | 16/03/2003 | 1     | 3:28  | Yokohama                  |                                                                                        |
| Derrota | 12–3   | Antônio Rodrigo Nogueira | Finalização (chave de braço)                     | Pride 24                                   | 23/12/2002 | 3     | 1:49  | Fukuoka                   |                                                                                        |
| Derrota | 12–2   | Ricardo Arona            | Decisão (dividida)                               | Pride 20                                   | 28/04/2002 | 3     | 5:00  | Yokohama                  |                                                                                        |
| Vitória | 12–1   | Murilo Rua               | Decisão (dividida)                               | Pride 17                                   | 03/11/2001 | 3     | 5:00  | Tóquio                    |                                                                                        |
| Vitória | 11–1   | Akira Shoji              | Nocaute Técnico (socos e joelhadas)              | Pride 14                                   | 27/05/2001 | 3     | 3:18  | Yokohama                  |                                                                                        |
| Vitória | 10–1   | Renzo Gracie             | Nocaute (soco)                                   | Pride 13                                   | 25/03/2001 | 1     | 1:40  | Saitama                   |                                                                                        |
| Derrota | 9–1    | Wanderlei Silva          | Decisão (unânime)                                | Pride 12                                   | 09/12/2000 | 2     | 10:00 | Saitama                   |                                                                                        |
| Vitória | 9–0    | Renato Sobral            | Decisão (majoritária)                            | Rings: King of Kings 1999 Final            | 26/02/2000 | 2     | 5:00  | Tóquio                    | Final do torneio Rings King of Kings 1999.                                             |
| Vitória | 8–0    | Antônio Rodrigo Nogueira | Decisão (dividida)                               | Rings: King of Kings 1999 Final            | 26/02/2000 | 3     | 5:00  | Tóquio                    | Semifinal do Torneio Rings King of Kings 1999.                                         |
| Vitória | 7–0    | Gilbert Yvel             | Decisão (unânime)                                | Rings: King of Kings 1999 Final            | 26/02/2000 | 2     | 5:00  | Tóquio                    | Quartas de final do Torneio do Rings King of Kings 1999.                               |
| Vitória | 6–0    | Hiromitsu Kanehara       | Decisão (majoritária)                            | Rings: King of Kings Block A               | 28/10/1999 | 2     | 5:00  | Tóquio                    | Oitavas de Final do Torneio do Rings King of Kings 1999.                               |
| Vitória | 5–0    | Bakouri Gogitidze        | Finalização (joelhada nas costelas)              | Rings: King of Kings Block A               | 28/10/1999 | 1     | 2:17  | Tóquio                    | Primeiro Round do Torneio do Rings King of Kings 1999.                                 |
| Vitória | 4–0    | Carlos Newton            | Decisão (dividida)                               | UFC 17                                     | 15/05/1998 | 1     | 15:00 | Mobile, Alabama           | Final do Torneio de Médios do UFC 17.                                                  |
| Vitória | 3–0    | Allan Goes               | Decisão (unânime)                                | UFC 17                                     | 15/05/1998 | 1     | 15:00 | Mobile, Alabama           | Semifinal do Torneio de Médios do UFC 17.                                              |
| Vitória | 2–0    | Eric Smith               | Finalização (guilhotina)                         | Brazil Open '97                            | 15/06/1997 | 1     | 0:30  | Brasil                    | Final do Torneio Meio Pesado do Brazil Open 1997.                                      |
| Vitória | 1–0    | Crezio de Souza          | Nocaute Técnico (socos)                          | Brazil Open '97                            | 15/06/1997 | 1     | 5:25  | Brasil                    | Semifinal do Torneio Meio Pesado do Brazil Open 1997.                                  |